# Esino
Pour l’article homonyme, voir Esino Lario.
L'Esino est un fleuve de la région des Marches en Italie, qui coule dans les provinces d'Ancône et de Macerata.

## Histoire
Son nom latin était Aesis car il traversait la cité romaine d’Aesis (aujourd’hui Jesi). Il marqua pendant la République romaine la frontière entre la péninsule d'Italie et la Gaule cisalpine (en gros la plaine du Pô) jusqu'en 59 av. J.-C. Strabon le situe en Ombrie et le présente ainsi :
- « l'Aesis coule entre Ancône et Sena, et le Rubicon entre Ariminum et Ravenne, pour aller du reste se jeter tous deux dans l'Adriatique »[1].
- « Les bornes de la contrée que nous appelons la Celtique citérieure avaient été marquées relativement au reste de l'Italie, par la partie du mont Apennin qui est au-dessus de la Tyrrhénie et par le fleuve Aesis; elles le furent plus tard par le Rubicon : ces deux rivières se rendent l'une et l'autre dans l'Adriatique »[2].

Pline l'Ancien cite également le fleuve Aesis dans sa description de l'Ombrie.
Lors de la guerre civile entre Sylla et les marianistes, une sanglante bataille se déroula près de l'Aesis au printemps de l'année 82 av. J.-C. entre Carrinas, lieutenant de Cnaeus Papirius Carbo et Quintus Caecilius Metellus Pius, sénateur partisan de Sylla. Carrinas fut mis en fuite.